# Renate Lenz-Fuchs

Gedenktafel in der Sudetenstraße in Diez zu Ehren von Renate Lenz-Fuchs

Renate Lenz-Fuchs (* 19. April 1910 in Diez; † 23. Juni 2001 ebenda) war eine deutsche Juristin und Bürgermeisterin von Diez.
Sie war mit dem Journalisten und Schriftsteller Walter Lenz (1911–1963) verheiratet.

## Leben und Wirken
Lenz-Fuchs studierte als eine der ersten Frauen Jura in Berlin, Königsberg und Bonn. Hier legte sie 1933 das Erste, 1936 das Zweite Staatsexamen ab. Da Frauen juristische Betätigungen im Dritten Reich untersagt waren, arbeitete sie zunächst im Handelsunternehmen ihres Vaters. Eine Tätigkeit als Anwältin nahm sie nach Ende des Zweiten Weltkriegs zunächst an Militärgerichten auf. Ende 1945 verweigerte ihr die Französische Besatzung zunächst eine Tätigkeit als Notarin mit dem Hinweis, dass man Frauen kein Vermögen anvertrauen könne, stimmte aber schließlich der Berufung zu.
1958 gab sie mit Einführung des „Nur-Notariats“ die Tätigkeit als Anwältin auf und war fortan bis 1983 als Notarin in Diez tätig. Während dieser Zeit war sie von 1969 bis 1984 Mitglied des Vorstands und zwischen 1969 und 1977 Vizepräsidentin der Notarkammer Koblenz. 1970 wurde ihr der Titel einer Justizrätin verliehen. Von 1962 bis 1972 war sie Mitglied der ständigen Deputation des Deutschen Juristentags, dessen Schriftführung sie mehrfach übernahm. Für einen Zeitraum von insgesamt zehn Jahren war sie dreimal Vorsitzende des Deutschen Juristinnenbundes sowie Gründungs- und Vorstandsmitglied des Deutsch-Französischen Juristenbundes. Außerdem war sie Gründungs- und langjähriges Führungsmitglied der International Federation of Woman Lawyers (FIDA).
Während ihrer Tätigkeit als Notarin setzte sie sich für Gleichberechtigung von Männern und Frauen, die Neuregelung des Scheidungs-, Vormundschafts- und Kinderrechts sowie die Neuordnung des Schwangerschaftsabbruchs ein.
Vom 15. Dezember 1983 bis zum 4. Dezember 1985 war Renate Lenz-Fuchs Diezer Stadtbürgermeisterin.

## Auszeichnungen
Der Französische Präsident Valéry Giscard d’Estaing verlieh Lenz-Fuchs den Ordre national du Mérite aufgrund ihrer Bemühungen um die deutsch-französischen Beziehungen. Am 27. Januar 1986 wurde ihr das Bundesverdienstkreuz am Bande verliehen.
Nach ihrem Tod gedachte die Stadt Diez Renate Lenz-Fuchs 2005 mit einem Gedenkstein.
Seit 2020, dem Jahr ihres 110. Geburtstages, wird außerdem mit ihrem dorthin versetzten Grabstein im Robert-Heck-Park in Diez an sie erinnert.

## Künstlerisches Engagement
Renate Lenz-Fuchs förderte Konzerte und Bildende Künstler; sie gründete gemeinsam mit Renate Felden und Georg Kolletzki (1924–2014) den „Malkreis Haus Eberhard“. Sie selbst malte und stellte mehrfach aus.